# Nannopsittaca
Nannopsittaca és un gènere d'ocells de la família dels psitàcids d'Amèrica del Sud.

## Taxonomia
Segons la Classificació del Congrés Ornitològic Internacional (versió 14.2,2024) aquest gènere està format per dues espècies:
- cotorreta de D'Achille (Nannopsittaca dachilleae).
- cotorreta dels tepuis (Nannopsittaca panychlora).